# Warcoing
Warcoing (en néerlandais Warkonje) est une section de la commune belge de Pecq, située en Wallonie picarde et en Flandre romane dans la province de Hainaut.
C'était une commune à part entière avant fusion des communes en 1977.
Warcoing est réputée pour son ancienne sucrerie Cosucra, implantée depuis longue date, qui emploie l'équivalent de 50 % de la population de la commune.

## Géographie
La localité est limitée à l'ouest par Saint-Léger (Estaimpuis), au sud-ouest : Pecq (Pecq, rive gauche de l'Escaut), sud-est : Hérinnes (Pecq, rive droite de l'Escaut). Elle forme la limite entre le Hainaut et la province de Flandre-Occidentale, contiguë à Espierres-Helchin. Warcoing se situe sur la rive gauche de l'Escaut et est traversé d'ouest en est par le canal de l'Espierres.
| Dottignies (Mouscron),   | Espierres (Espierres-Helchin)                    | Hérinnes-Lez-Pecq (S/ Rive droite de l'Escaut). |
| Saint-Léger(Estaimpuis), | Warcoing                                         |                                                 |
| Pecq (village)           | Pecq (village) & Hérinnes (Pecq S/ Rive gauche). | Hérinnes-Lez-Pecq (S/ Rive droite de l'Escaut). |

## Démographie

### Évolution démographique avant la fusion
- Sources : INS, Rem. : 1831 jusqu'en 1970 = recensements, 1976 = nombre d'habitants au 31 décembre.

### Évolution démographique après la fusion
| 2001    | 2002    | 2003    | 2004    | 2005    | 2006   | 2007    | 2008    | 2009    | km²     |
| ------- | ------- | ------- | ------- | ------- | ------ | ------- | ------- | ------- | ------- |
| 989     | 1019    | 1052    | 1065    | 1075    | Rien   | 1083    | 1109    | 1100    | 4,12    |
| % 19,01 | % 19,47 | % 19,90 | % 20,09 | % 20,39 | % Rien | % 20,31 | % 20,62 | % 20,34 | % 12,53 |

## Histoire
Le nom de Warcoing est mentionné pour la première fois dans un acte de 899 par lequel Charles le Simple confirme à l'abbaye de Saint-Amand la possession de biens à cet endroit.
En 1112, l'autel est cédé à l'hôpital Notre-Dame de Tournai par un chanoine nommé Gédulphe. Le chanoine hôtelier de cette institution est dès lors collateur de la cure.
En 1193, le comte Baudouin V de Hainaut incendie la firmatas de Roger de Warcoing, fils de Roger II, châtelain de Courtrai. Il s'agit à la fois de la première mention du château et du seigneur du lieu.
En 1217, celui-ci, Gauthier de Nevele, encore mineur, donne la dîme de Warcoing à l'hôpital Notre-Dame de Tournai en échange de 25 bonniers de terre et d'une somme d'argent à prélever sur les revenus de la dîme et des autres biens que l'hôpital possède dans le village.
Notons qu'au XVe siècle, le desservant lève le sixième des grosses dîmes et la moitié des menues. Au XIVe siècle, le seigneur est de loin le plus gros propriétaire de l'endroit et détient l'une des quatre hautes justices du Tournaisis. Warcoing a donc appartenu à la Maison des seigneurs de Nevele, châtelains de Courtrai (XIIIe siècle) mais aussi à celle des de Fosseus (fin du XIVe siècle et XVe siècle), des de Savary (XVe siècle), des de Landas (XVIe siècle) et des Nassau-Corroy.
De cette seigneurie relevaient plusieurs fiefs sis dans la localité même: ceux de Semerpont, de Clercamp et de Cauchevaque. D'autres étaient situés à Pecq, Hérinnes, Espierres, Saint-Léger, Leers (France) / Leers-Nord (Belgique) et Dottignies.
Au XVIe siècle, Guillaume Ier Petitpas, fils de Jean, seigneur des Oursins à Verlinghem, de Duretête à Annappes, bourgeois de Lille et de Marie de Bailleul, dame de la Gacherie et de La Moussonnerie, devient bourgeois de Lille le 12 juillet 1523. Il meurt le 14 septembre 1558. Il a considérablement augmenté ses biens : il achète le fief de Carnin à Gondecourt le 15 juin 1529, la Pontenerie à Roubaix le 4 janvier 1532, la Tannerie à Wattrelos en 1533, la Mousserie à Roubaix, Warcoing, Gamans à Lesquin le 20 mars 1539, le Quesnoy à Wasquehal en 1549, Champagne à Deulémont le 27 septembre 1550, le Petit Erin à Erquinghem-Lys en 1551, la Haye en 1554. Il se marie en 1523 avec Jeanne Segon, fille de Noël, et de Louise du Croquet. Son épouse meurt le 16 mai 1584. Elle est enterrée à côté de son mari, dans la chapelle Sainte-Anne de l'église Sainte-Catherine de Lille.
À la fin du XVIe siècle, Germain Petitpas, fils de Guillaume, époux de Françoise de la Cambre est seigneur de Warcoing. Il devient bourgeois de Lille, le 13 mai 1562, receveur des Bonnes Filles (orphelinat pour filles sur Lille) en 1596, et meurt en juin 1597. Il épouse Françoise de la Cambre, fille de François et d'Anne de Boilleau dite de Bapaume; l'épouse meurt à Lille le 14 avril 1617 ,.
Le 10 mars 1616, Auguste Petitpas, fils de Germain, seigneur de Warcoing, résidant à Lille, bénéficie de lettres d'anoblissement données à Bruxelles pour 400 florins de finances (autrement dit il achète le titre de noble). Né avant 1578, bourgeois de Lille le 7 janvier 1595, il occupe plusieurs charges à Lille : mayeur, échevin, connétable des arbalétriers de la confrérie de Saint-Michel, receveur des Bapaumes de 1610 à 1613, capitaine à la maintenance. Il épouse Jeanne Cardon.
Guillaume II Petitpas (1599-1688), fils d'Auguste, écuyer, seigneur de Warcoing, La Mousserie, est baptisé à Lille le 15 août 1599. Il devient bourgeois de Lille le 4 mars 1619, connétable de la confrérie Saint-Michel, comme son père, jusqu'au 3 juin 1642. Il meurt le 30 mars 1688, à 89 ans, est enterré dans la chapelle Sainte-Anne de l'église Sainte-Catherine de Lille. Il épouse à Lille le 21 juillet 1618 Isabeau Leuridan, fille de Laurens et d'Agnès de Peulzer. Isabeau est baptisée à Lille le 6 janvier 1599 et meurt à Lille le 17 août 1667, à 68 ans.
François Petitpas (1633-1706), écuyer, fils de Guillaume II, seigneur de Warcoing, est baptisé à Lille  le 4 avril 1633. Il devient bourgeois de Lille le 26 juillet 1658, puis assure la fonction de mayeur de Lille. Créé chevalier en août 1699, en même temps que son frère Germain Petitpas, écuyer, seigneur du Brulle, il meurt le 18 octobre 1706, à 63 ans. Il prend d'abord pour femme à Lille le 24 janvier 1658 Marie-Françoise-Aldegonde-Amelberghe de Logenhagen, fille d'Antoine et de Barbe Petitpas (Barbe est une arrière-petite-cousine de François), baptisée à Lillele 11 mai 1639 puis toujours à Lille le 11 avril 1666 Marie-Jeanne de Moncheaux, fille de Pierre et de Jeanne de la Croix, baptisée à Lille le 26 mars 1644.
Pierre-Auguste Petitpas (1669-1734), fils de François, chevalier, est seigneur de la Mousserie, de Warcoing, de Broye, du Brusle, de Champagne. Il est baptisé à Lille le 22 décembre 1669, devient bourgeois de Lille le 22 janvier 1695, administrateur de la Noble famille (maison accueillant des jeunes filles nobles de parents déchus) de 1722 à 1733. il meurt le 18 mars 1734 à 64 ans. Il est enterré dans la chapelle Notre-Dame  à La Madeleine. Il prend pour femme à Lille le 18 février 1694 Marie-Anne-Françoise de Noyelles, fille de Jean-Michel, écuyer, et de Charlotte du Bosquiel. Elle nait vers 1664, meurt le 8 décembre 1724, est inhumée dans l'église de Mérignies. Pierre-Auguste Petitpas a eu d'une concubine Marie-Agnès Pierrak, un fils Jean-Pierre-Auguste né en 1705.
Au XVIIIe siècle, on cultive dans la commune le froment, l'orge, le seigle, le colza et le lin et l'on y produit de la laine. Ces activités agricoles justifient l'implantation de cinq fabriques de toile, d'une dizaine de tisserands ainsi que de deux moulins à huile. Dans la première moitié du siècle suivant, on y constate toujours la présence d'un moulin à huile et d'un à farine, d'une brasserie et d'une raffinerie de sel. En 1852 s'ouvre une sucrerie qui occupe dès 1896 près de 200 personnes; elle voit sa main-d'œuvre se réduire à 59 personnes en 1937 puis réaugmenter par la suite (133 personnes en 1972). Cette entreprise possède une très grande ferme qui élève la superficie moyenne par exploitation à 53 ha et fait de Warcoing, en 1970, l'une des six communes du Tournaisis à n'avoir que peu de terres en location (54 %). Une tannerie, fondée en 1890, occupe huit personnes six ans plus tard et 36 en 1937; une briqueterie, entrée en activité en 1913, fait travailler 19 personnes en 1937, année où une fabrique de feutres de poil donne de l'emploi à environ 150 ouvriers. En 1972, la même entreprise donne du travail à 67 personnes et une fabrique de plastique à 54.
En octobre et novembre 1918, de très nombreuses maisons sont détruites par les bombardements. Pendant l'entre-deux-guerres, des ouvriers vont travailler dans le textile et la tannerie du Nord de la France; la commune comprend alors une majorité d'habitants d'origine flamande, parmi lesquels des agriculteurs venus s'installer dans cette localité dont les 3/4 de la superficie sont livrés à l'agriculture (en 1959, la surface agricole représente 305 ha 48 d'une superficie cadastrale de 413 ha 82).

## Patrimoine et culture

### Patrimoine architectural

#### Eglise Saint-Amand
L'église Saint-Amand de Warcoing est de style semi classique et fut érigée en 1770. La base du clocher date du XVe siècle. Le portail d'entrée présente un encadrement sculpté daté du XIVe siècle. L'église a été remaniée et agrandie au XIXe siècle.

#### Monument
Facilement repérable au cœur de la localité, le monument aux morts de Warcoing est situé à quelques pas de la place du village et de l'ancienne chapelle Notre-Dame de Bon-Secours[image souhaitée].
Son chemin d'accès porte le nom de « rue du Monument ». Il a été érigé sur le site de la chapelle bombardée et détruite lors de la bataille de l'Escaut en octobre et novembre 1918. Son inauguration remonte au 26 juillet 1925.
En 1945, l'inscription des noms des victimes civiles et militaires de la guerre 40-45 a été ajoutée sur la face nord du monument. Des messages avaient été gravés en 1925 sur les trois autres faces.
On peut ainsi lire sur la face est « Souffrons, tenons et résistons », « Ils ont bravé l'oppresseur » ; sur la face sud, « Le sang versé pour la patrie fécondera sa liberté », « Ne les oublions jamais » ; sur la face ouest, « Nous leur devons la liberté ».
L'administration communale de Pecq a introduit auprès de la Région wallonne en 1999 une demande de subside pour la restauration de cet édifice du souvenir. Le montant accordé s'est élevé à 2 123 euros. Effectués par une société privée de la région, les travaux ont consisté en un renouvellement du cimentage de la partie basse du monument, un renforcement de son socle et un nettoyage de l'ensemble.

### Culture

#### Musée
Le musée de la vie locale est situé dans l'ancienne maison communale de Warcoing.

## Galerie

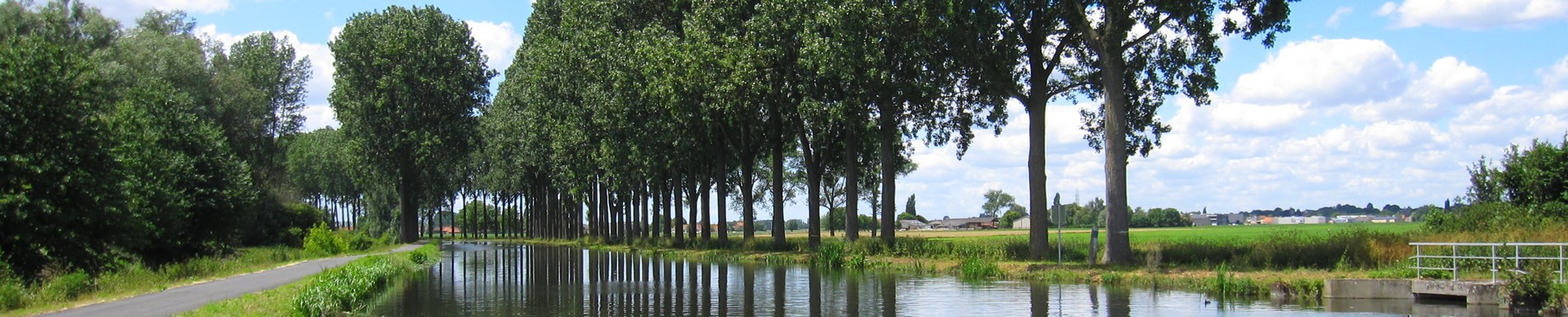
Vue panoramique du canal.
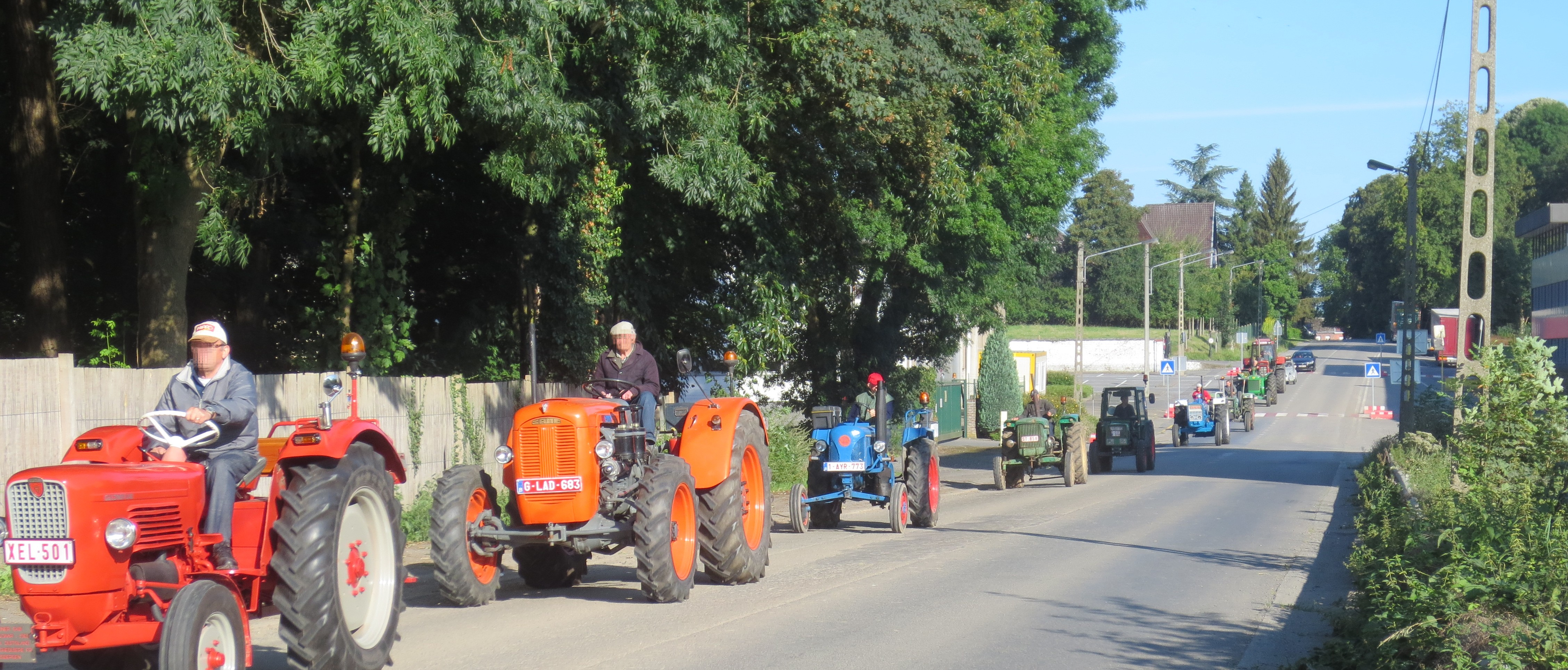
Des agriculteurs à Warcoing.

## Sports et vie associative

### Sports
L'équipe de football de Warcoing (OCW : Olympic Club Warcoing) évolue en P1 (Première Provinciale) pour la saison 2011-2012. Il s'agit de la troisième montée consécutive pour cette équipe qui était encore en P4 il y a 4 ans.
La commune est traversée par le GR 122.

## Personnalités liées au village
- Jules Peeters, industriel qui a fait construire un château sur le site de la sucrerie.